# Söderhavsdrillfågel
Söderhavsdrillfågel (Lalage maculosa) är en fågel i familjen gråfåglar inom ordningen tättingar.

## Utseende och läte
Söderhavsdrillfågel är en rätt långstjärtad och långvingad fågel med litet och knubbigt huvud. Hanen har svart hjässa, ögonstreck, rygg och stjärt med tydligt vitt ögonbrynsstreck, ett brett vitt vingband och vit undersida som ofta är tvärbandad i brunt och grått. Honan liknar hanen, men är rostbrun istället för svart. Arten liknar långstjärtad drillfågel, men skiljs på ögonbrynsstrecket, vingteckningen och tvärbandningen undertill. Vanliga läten är ljudliga "tchick" och stigande "pee-chew".

## Utbredning och systematik
Söderhavsdrillfågel har ett mycket stort utbredningsområde i ögrupper i Stilla havet, från Vanuatu österut till västra Samoa. Den delas in i hela 16 underarter med följande utbredning:
- Lalage maculosa modesta – norra och centrala delarna av Vanuatu
- Lalage maculosa ultima – Efate (Vanuatu)
- Lalage maculosa melanopygia – Santa Cruzöarna och Utupua (Salomonöarna)
- Lalage maculosa vanikorensis – Vanikoro (Salomonöarna)
- Lalage maculosa soror – Kandavu (Fiji)
- Lalage maculosa pumila – Viti Levu (Fiji)
- Lalage maculosa mixta – Oavlau och angränsande Fiji
- Lalage maculosa woodi – Vanua Levu, Taveuni och Oamea (Fiji)
- Lalage maculosa rotumae – Rotuma (Fiji)
- Lalage maculosa nesophila – Lauöarna (Fiji)
- Lalage maculosa vauana – Vava'u (Fiji)
- Lalage maculosa tabuensis – Ha'apai, Nomuka och Tongatapu (Tonga)
- Lalage maculosa keppeli – Niuatoputapu och Tafahi (nordligaste Tonga)
- Lalage maculosa futunae – Futunaöarna och Alofiöarna (Wallis- och Futunaöarna)
- Lalage maculosa whitmeei – Niue Island (centrala delarna av Stilla havet)
- Lalage maculosa maculosa – västra Samoa (Upolu och Savai'i)

## Status och hot
Arten har ett stort utbredningsområde, men tros minska i antal, dock inte tillräckligt kraftigt för att den ska betraktas som hotad. Internationella naturvårdsunionen IUCN listar arten som livskraftig (LC).

## Bilder

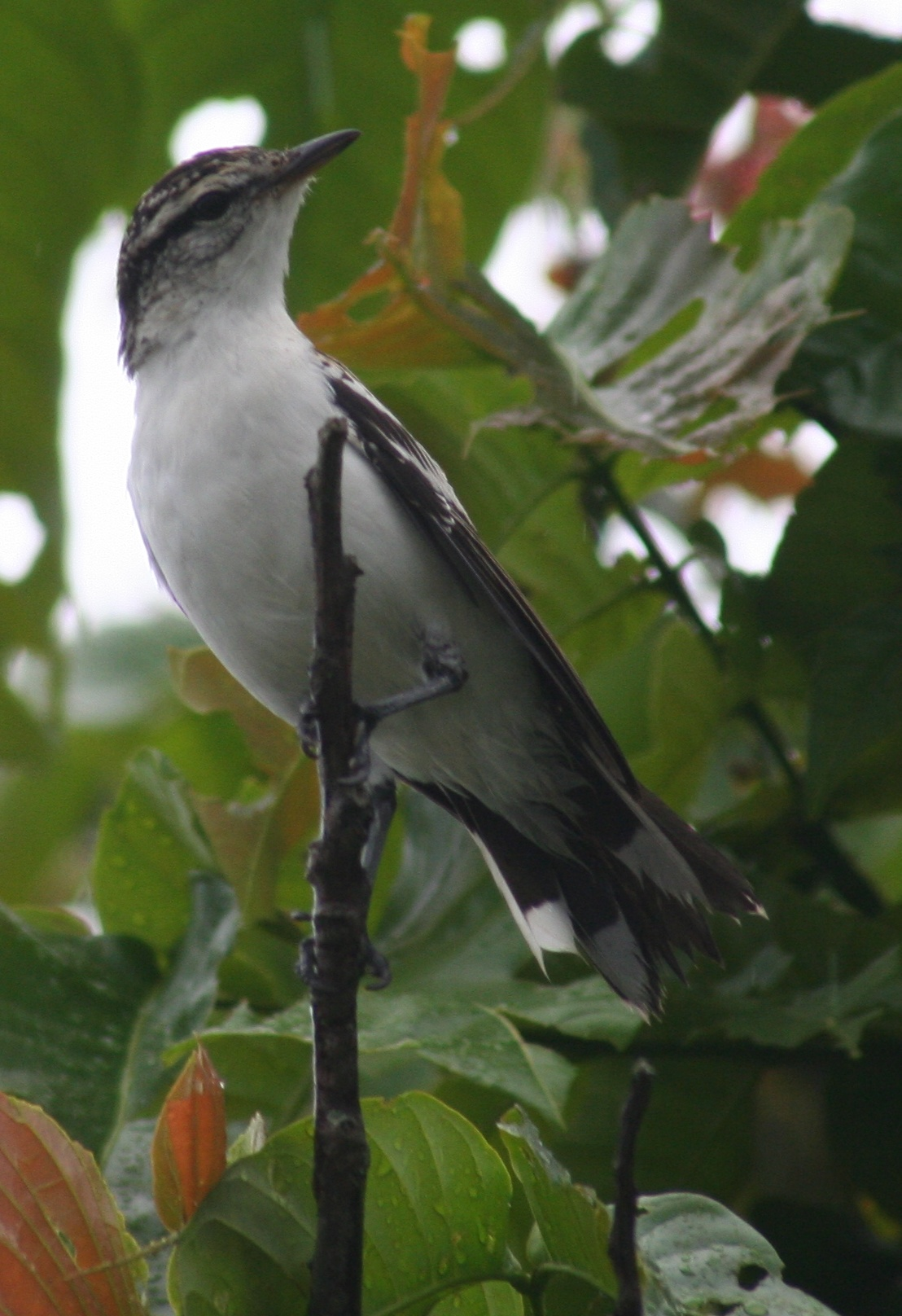
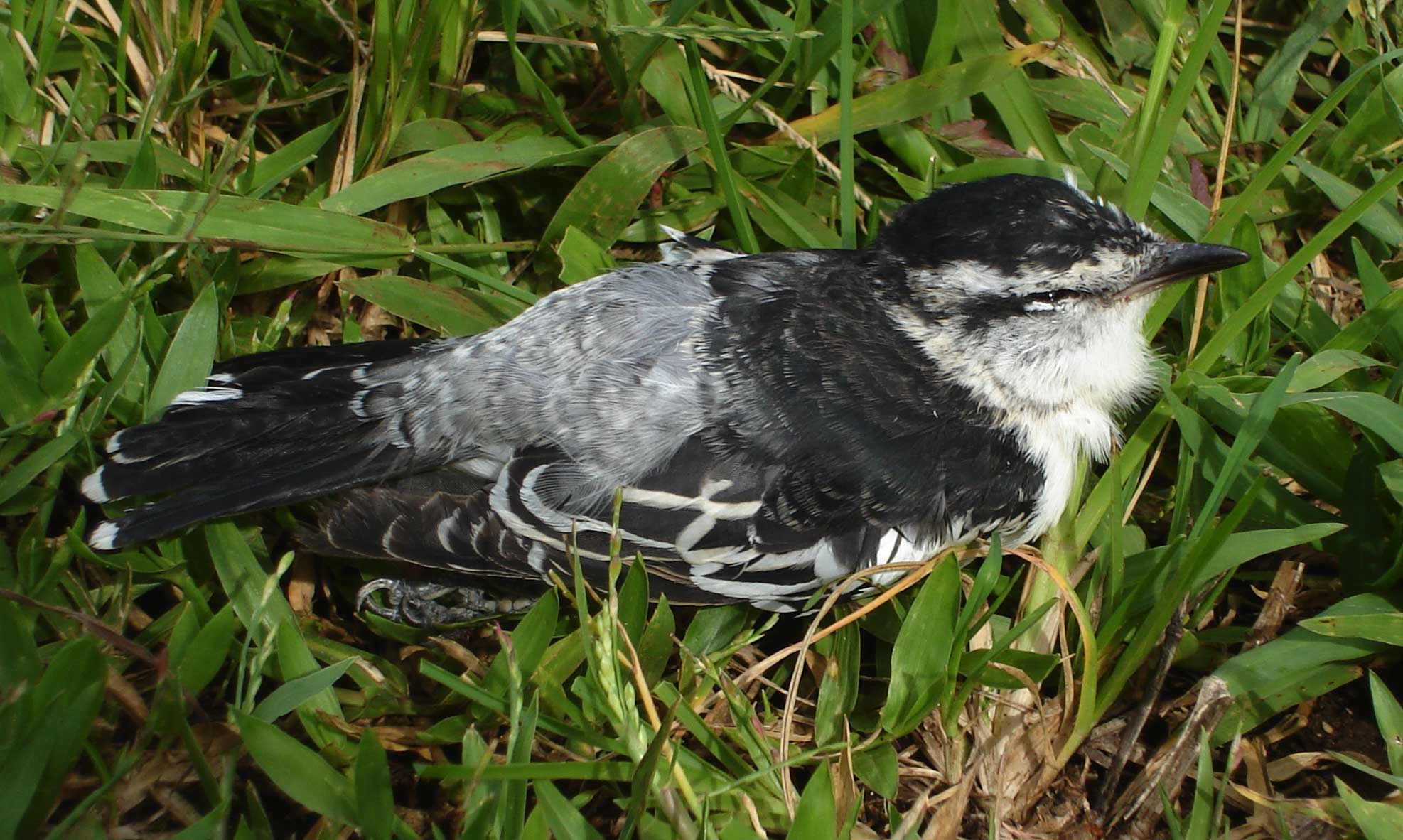
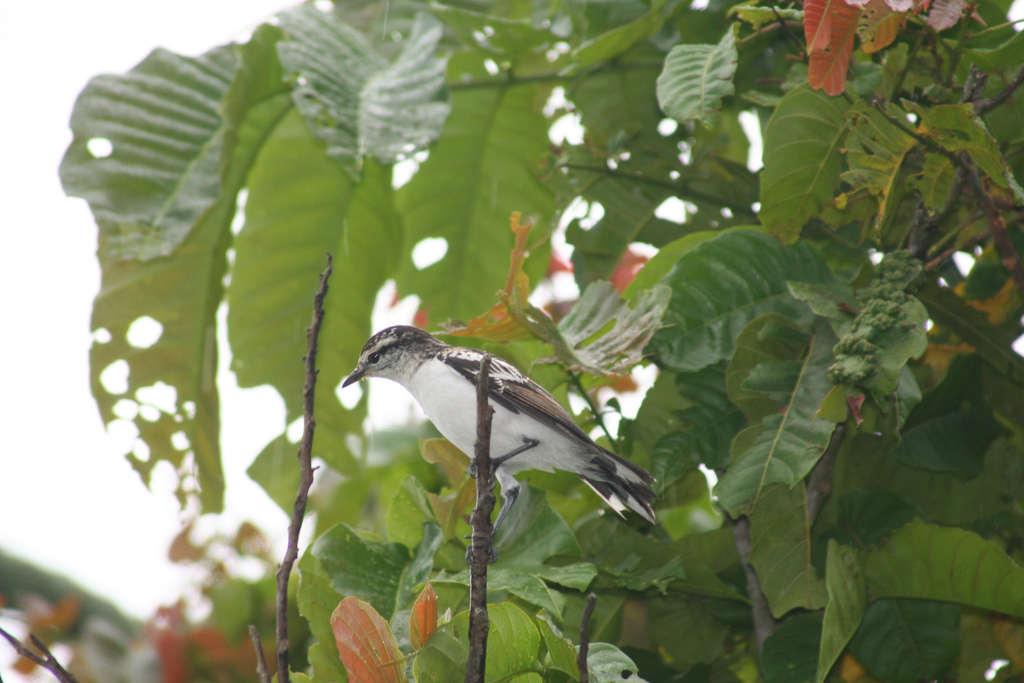
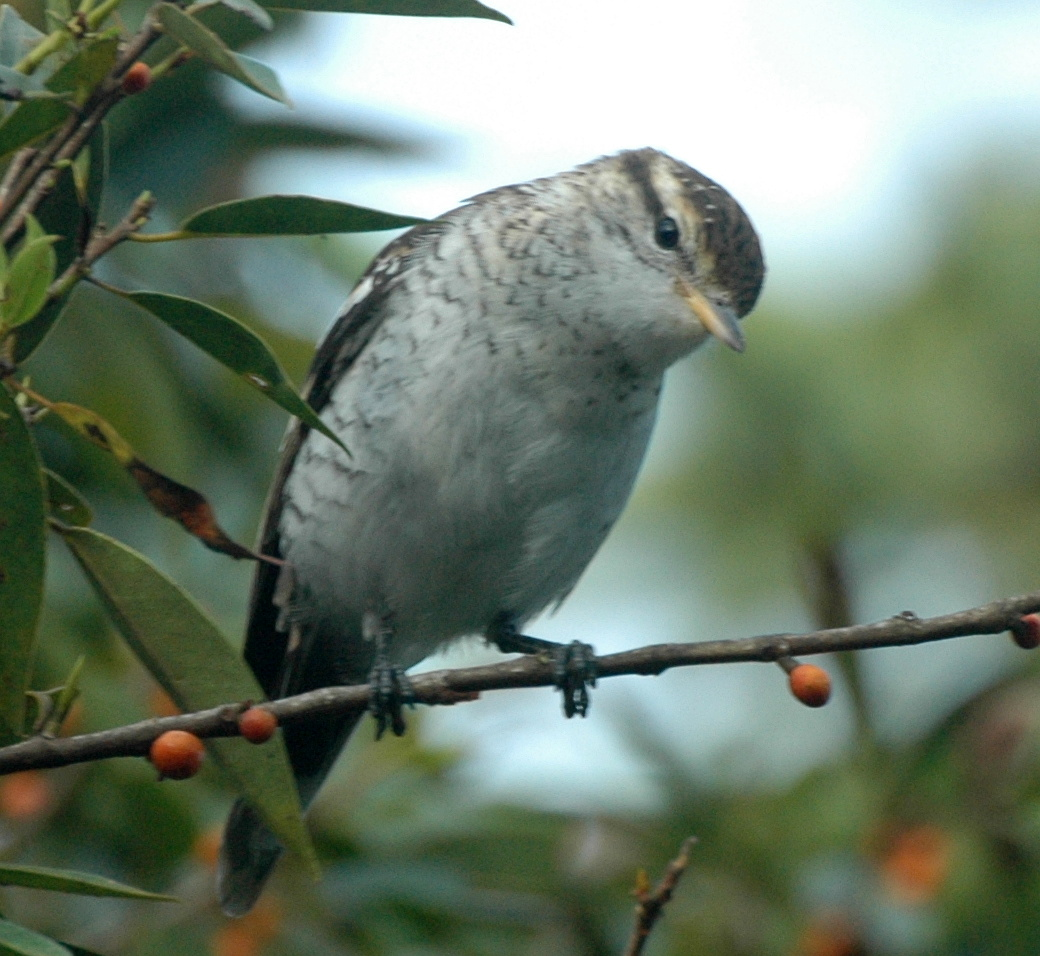
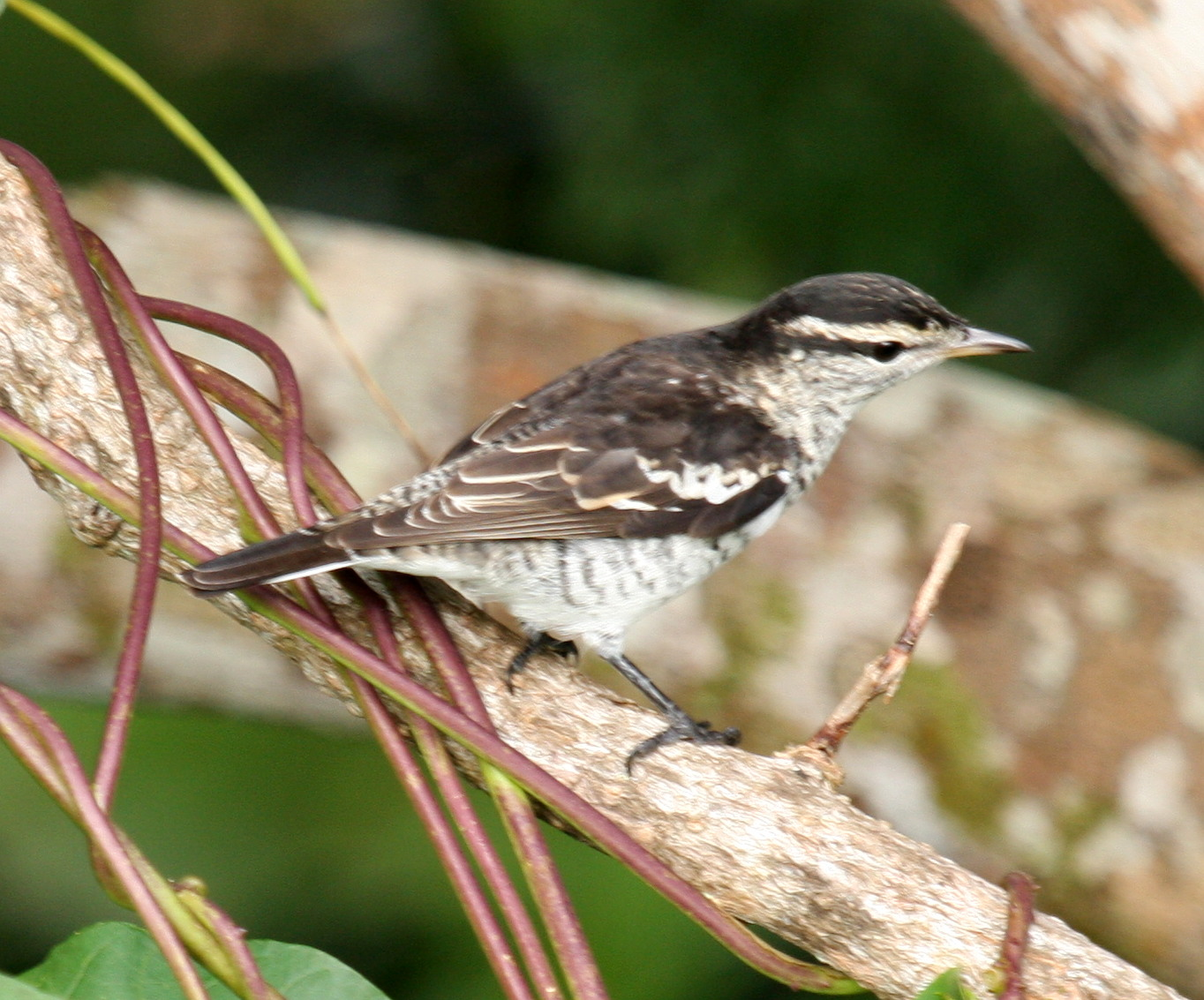